# Carlos Cortés Rey
Carlos Cortés Rey (La Coruña, Galicia, España, 28 de agosto de 1974) es un árbitro de baloncesto español de la liga ACB. Pertenece al Comité de Árbitros de Galicia.

## Trayectoria
Empezó a arbitrar en 1992, pero antes fue jugador de fútbol en su ciudad natal.
Su ascenso en la Liga ACB se oficializó en 2005 y consiguiendo ser árbitro internacional en 2010, siendo el primer coruñés en ser árbitro ACB internacional.
En 2013 debutó en la Euroliga en una de la míticas canchas del baloncesto europeo, dirigiendo el encuentro entre el Crvena Zvezda Teleckom Bergrado y el Lokomotiv Kuban Krasnodar. Compartió cartel con el colegiado polaco Marek Cmikiewicz y el turco Erşan Kartal.

## Temporadas
| Categoría        | País   | Año               |
| ---------------- | ------ | ----------------- |
| Categorías bases | España | 1992 - 2005       |
| Liga ACB         | España | 2005 - Actualidad |